# Ptychococcus paradoxus
Ptychococcus paradoxus là loài thực vật có hoa thuộc họ Arecaceae. Loài này được (Scheff.) Becc. miêu tả khoa học đầu tiên năm 1885.

## Hình ảnh

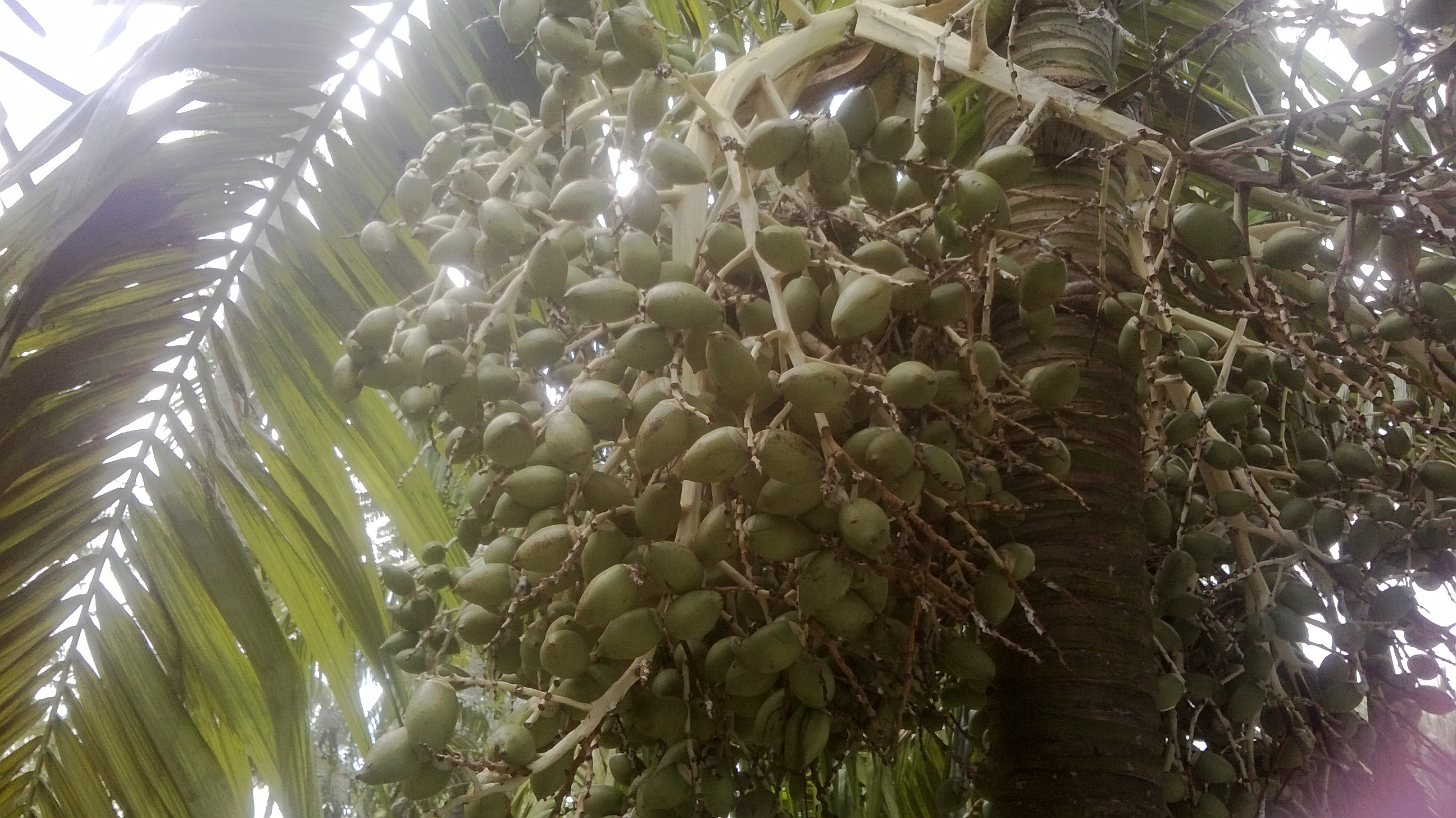